# Kurt Svanström
Kurt Svanström (* 24. März 1915; † 16. Januar 1996) war ein schwedischer Fußballspieler. Mit der schwedischen Nationalmannschaft nahm der rechte Läufer an der Weltmeisterschaft 1938 teil.

## Werdegang
Svanström spielte ab der Spielzeit 1934/35 für Örgryte IS in der Allsvenskan. Mit dem seinerzeitigen Rekordmeister – die Titel des Göteborger Klubs resultierten jedoch allesamt aus der Zeit vor Einführung der Allsvenskan als höchster Spielklasse – platzierte er sich im mittleren Tabellenbereich. An der Seite von Victor Carlund, Carl-Erik Holmberg, Yngve Lindegren und Erik Granath etablierte er sich im Lauf der Zeit in der Stammformation und empfahl sich für die schwedische Landesauswahl, in der er im Juni 1937 im Rahmen der Qualifikation zur Weltmeisterschaftsendrunde 1938 debütierte. Bei seinem ersten Länderspiel glänzte er beim 4:0-Erfolg über Finnland neben Erik Persson und dem zweifach erfolgreichen Lennart Bunke als Torschütze.
In den folgenden Länderspielen im Juni gehörte Svanström zu den eingesetzten Spielern, ehe er in der zweiten Jahreshälfte nicht mehr berücksichtigt wurde. Dennoch gehörte er zum Mannschaftskader beim Weltmeisterschaftsturnier im folgenden Sommer. An der Seite von Sven Jacobsson und Erik Almgren gehörte er im Viertel- und Halbfinale der Läuferreihe im schwedischen 2-3-5-System an. Im Spiel um den dritten Platz, das gegen Brasilien verloren wurde, spielte er neben Erik Almgren und Arne Linderholm im Mittelfeld. Dies blieben seine einzigen drei Länderspiele im Jahresverlauf, erst 1939 kam er zu weiteren Länderspieleinsätzen. Nach zehn Spielen und einem Tor war die Nationalmannschaftskarriere im Sommer 1939 beendet. In der anschließenden Spielzeit 1939/40 entwickelte sich der Zweite Weltkrieg und der damit verbundene Wehrdienst im Frühjahr 1940 zum Nachteil des Klubs: neben dem eingezogenen Svanström verpassten die Stammspieler Otto Andersson, Harry Zachrisson, Stig Pettersson, Yngve Lindegren und Harry Jansson in der Rückrunde alle Auswärtsspiele und kamen in den Heimspielen teilweise untrainiert zum Einsatz. Hatte die Mannschaft in der Hinrunde noch zwölf Punkte geholt, beendete sie die Spielzeit mit 14 Pluspunkten auf dem vorletzten Tabellenrang und stieg in die Zweitklassigkeit ab. Über Svanströms weiteren Lebensweg ist nichts bekannt.